# Domesticação

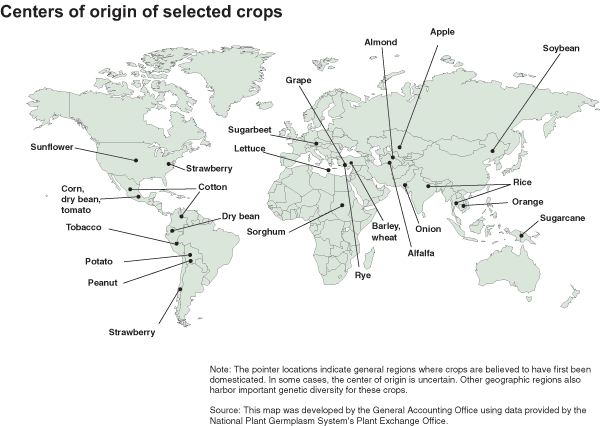
Centros de Origem de plantas cultivadas de Vavilov.

A domesticação é um processo coevolutivo, mutualístico, biocultural e multigeracional, "no qual humanos assumem significativos níveis de controle sobre a reprodução e cuidado de plantas e/ou animais com objetivo de assegurar suprimentos mais previsíveis de recursos de interesse e pelo qual plantas e animais são capazes de aumentar seu sucesso reprodutivo sobre indivíduos que não participam dessa relação, portanto, aumentando o fitness de ambos: humanos e domesticados". Contudo, autores, como David Rindos, sugerem que esse tipo de relação ecológica pode ser travada entre outras espécies além da humana. O processo de domesticação de plantas e animais é um fenômeno mais antigo do que a Revolução Neolítica, sendo a domesticação de lobos em cães o primeiro exemplo de domesticação reconhecido, sua data, no entanto, é discutível: alguns autores datam em cerca de 12 000 AP, outros em cerca de 33 000 AP e outros ainda falam em cerca de 135 000 AP. Os gatos podem ter sido domesticados no intervalo entre 12 000 e 9 000 AP.
Outros exemplos de animais domésticos são o cavalo, vaca, porco, cabra, coelho, ovelha, alguns roedores como o hamster e o porquinho-da-índia e várias aves como a galinha. Muitos deles são utilizados na pecuária.

Dispersão das plantas a partir dos seus Centros de Origem.

A domesticação acompanha a História da civilização, sendo benéfica para o desenvolvimento da mesma, porém é extremamente prejudicial à natureza e à ecologia, já que, em contraste com a seleção natural, a domesticação provoca uma seleção artificial de alguns seres vivos em detrimento de outros que o ser humano procura eliminar por considerar hostis à sua sobrevivência. A domesticação, desse modo é um fator de redução da biodiversidade. A agricultura quando vista como praga biológica acarreta a devastação de florestas naturais e em seu lugar são instaladas monoculturas. O habitat e os alimentos de animais selvagens são dessa forma destruídos.

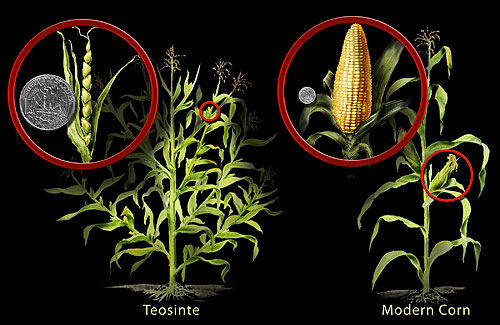
O conceito de domesticação aplica-se tanto a vegetais cultivados como a animais. Na imagem, uma espiga de milho (Zea mays) e o seu ancestral mais provável, o teosinto.

## Origem
Após a Era do Gelo as florestas se expandiram gradualmente sobre as grandes estepes, provocando a migração e/ou extinção de algumas espécies de animais. Em muitos casos se trataram das espécies que constituíam como parte essencial da dieta do homem. Os grupos humanos, até então caçadores-coletores, tiveram que se adaptar a esta transformação para manter a sua subsistência. Os homens se espalharam em pequenos grupos que começaram a ser semissedentários usando moradias estacionárias. Algumas teorias afirmam que em seu contínuo ir e vir, os caçadores que atiravam as sementes das frutas consumidas podiam ver que, em condições adequadas, estas geravam novas plantas. O resultado dessa transformação é o começo do período Neolítico.
Houve um período em que as plantas e os animais foram domesticados e durou 15 séculos. O termo neolítico, citado pelo naturalista britânico John Lubbock em 1865, deriva do grego neo "novo" e lithos "pedra", referindo-se à capacidade humana de polir a pedra, em contraste com o tamanho da mesma, própria do período Paleolítico. A aplicação desta nova atividade interagiu com uma série de características que poderiam causar uma mudança radical nas formas da cultura humana; uma delas representa um fenômeno que levou muitos especialistas a considerar uma "Revolução Neolítica": a domesticação de plantas e animais.
O acontecimento, no entanto, se espalhou gradualmente. A origem da agricultura, envolvendo a domesticação de plantas e animais foi representada principalmente por uma tendência a um estilo de vida sedentária e foi a necessidade dos grupos humanos caçadores-coletores que impulsionou a mudança. A prova é que a própria agricultura é uma atividade que exige maior dedicação e horas de trabalho que a caça.
Dessa maneira, a natureza deixou de ser um habitat e transformou-se em um conjunto de recursos econômicos que deviam ser geridos pelo homem. Ainda que a mudança tenha sido materializada em várias partes do mundo, os estudos arqueológicos determinaram a presença, há cerca de dez mil anos, dos primeiros assentamentos permanentes no Oriente Médio, na área conhecida como o Crescente Fértil a partir de Canaã (Jericó), passando pelo sul da Turquia (Çatalhüyük) até a Mesopotâmia e o Golfo Pérsico.
Os períodos que completam a pré-história são a Idade da Pedra e a Idade dos Metais.
Quanto à pecuária, em princípio se limitaram ao controle dos recursos animais, protegendo a fauna de outros predadores e caçando seletivamente. Mas só pode falar sobre a pecuária quando começa a criar o animal: controlando sua reprodução e cuidando deles durante o inverno.
Nesse período houve um número de descobertas técnicas promovidas pela nova economia: a cerâmica para guardar os grãos se transformaram na primeira expressão artística do Período Neolítico; o polimento aplicado a um novo tipo de machado e uma renovação geral do equipamento, que foram utilizados na fábrica de moagem para desenvolver a farinha.

## Caracterização
Numerosos autores têm definido a domesticação:
- A domesticação é um processo pelo qual uma população animal se adapta ao homem e a uma situação de cativeiro através de uma série modificações genéticas que ocorrem ao longo de gerações e através de uma série de processos adaptativos produzidos pelo ambiente e repetidos por gerações.[14]

Nesta definição, o autor fala de uma adaptação evolutiva gradual ao ser humano e a condições ambientais, o que indica que o processo envolve períodos longos e a passagem de muitas gerações, para que estas alterações se fixem geneticamente, sejam alterações no comportamento na morfologia, fisiologia ou embriologia dos seres vivos.
- Há cinco etapas fundamentais no processo de domesticação:[15]

Na primeira, a União homem-animal é muito fraca e há cruzamentos frequentes das formas mantidas em cativeiro com as formas selvagens originais, sendo o controle que o homem exerce sobre os animais, muito pequeno.
Na segunda, o homem começa a controlar a reprodução dos animais e selecioná-los para reduzir seu tamanho e aumentar características de docilidade, para melhor manejá-los. Nesta fase, é importante evitar o cruzamento com as formas selvagens, para manter e fixar as características desejadas. Em seguida, o homem começa a mostrar um interesse crescente na produção de carne, e percebe a utilidade que envolve o aumento do tamanho dos animais reprodutores.
Na terceira, começa o trabalho para voltar a cruzar as formas domésticas, menores, com formas selvagens, maiores, com atenção em manter as características de docilidade selecionadas anteriormente.
Na quarta, o interesse em produtos de origem animal se juntou à crescente capacidade do homem para controlar os animais de produção mediante um longo processo de seleção e criação de raças especializadas com diferentes habilidades produtivas, que garantissem um aumento na produção de carne, lã, leite, etc.
Neste momento, já no quinto estágio, que é absolutamente necessário para evitar os cruzamentos entre a forma selvagem com as raças domésticas especializadas. Por estas razões, se realiza uma atividade de controle numérico da população selvagem, que, em tais casos implica o extermínio de formas selvagens e, no melhor dos casos, a sua assimilação dentro das formas domésticas.
- Atualmente é a sexta etapa do processo de domesticação, em que características comportamentais e genéticas dos animais de produção foram modificadas de tal forma que eles perderam a capacidade de sobreviver e se reproduzir sem intervenção humana. No entanto, se é verdade que os animais de estimação perderam muitas das características que lhes permitiam adaptar-se à vida na natureza, também é verdade que algumas destas características podiam ser recompradas, num processo de reajuste à vida selvagem.

## Processos evolutivos envolvidos com a domesticação
Muitos processos evolutivos atuaram e atuam na evolução e domesticação de várias espécies. Dentre eles temos:
- Mutação - consiste em alterações em sequências de nucleotídeos ou na estrutura e número dos cromossomos, gerando variabilidade genética.[17] As mutações são aleatórias e podem ocorrer de forma espontânea ou devido a ação de agentes mutagênicos. Uma técnica utilizada na domesticação de plantas, por exemplo, é a indução de mutações a partir de agentes mutagênicos, aumentando, dessa forma, a chance de que algumas dessas mutações sejam positivas para o melhoramento genético.
- Hibridação e fluxo gênico - A hibridação consiste no acasalamento entre indivíduos de diferentes espécies, aumentando o fluxo gênico. A partir dela podem se formar espécies híbridas que são de grande relevância para a domesticação. Animais híbridos, em geral, são estéreis (ex. Mula). No entanto, muitas espécies híbridas de plantas são férteis e, além de frutos maiores e mais palatáveis, podem produzir também sementes viáveis.
- Dispersão, migração e colonização - A dispersão dos organismos é uma importante questão que envolve a migração e a colonização. A ocupação e o deslocamento humano pelos continentes foi um fator decisivo para o surgimento de muitas espécies domesticadas. Como exemplo de espécie domesticada e muito consumida atualmente, que sofreu dispersão temos o abacaxi (Ananas comosus). No período pré-colonial, o intercâmbio entre diferentes tribos fez com que o Abacaxi se dispersasse para diversas regiões da América tropical e subtropical a partir do seu ponto de origem (provavelmente Brasil).  Posteriormente, com a invasão da América pelos europeus, se disseminou para outros continentes.
- Seleção - A seleção consiste em uma ação natural ou artificial sob uma população que pode alterar suas frequências alélicas tendo em vista que apenas alguns indivíduos irão passar seus genes para a geração seguinte. A seleção artificial tem grande relação com a domesticação, sendo realizada de forma intencional ou inconsciente a fim de se obter melhoria nas características das espécies para o interesse humano.
- Deriva genética - A deriva genética consiste na variação imprevisível das frequências alélicas em uma população devido ao seu tamanho reduzido.[17] Em espécies domesticadas a deriva genética ocorre já que uma amostra de poucos indivíduos é levada para colonizar outra região (efeito fundador). Além disso, o tamanho de uma população pode ser reduzido em decorrência do processo de seleção realizado pelo homem e, dessa forma, a população tem sua recomposição feita a partir de poucos indivíduos (efeito gargalo).

## Síndrome de domesticação
Desde a publicação de A Origem das Espécies em 1859, já se mostrava particular interesse pela domesticação, a seleção artificial e seu impacto sobre as espécies domesticadas. Darwin abriu seu livro icônico com um capítulo sobre domesticação (Chapter I: Variation under domestication) e, mais tarde, dedicou uma obra em dois volumes  ao tema que foi intitulada The variation of animals and plants under domestication de 1868. Nessas obras, certas características já começavam a chamar a atenção: animais e plantas domesticados pareciam possuir características e atributos que divergiam de seus ancestrais selvagens, ao conjunto dessas características convencionou-se chamar de Síndrome de domesticação.

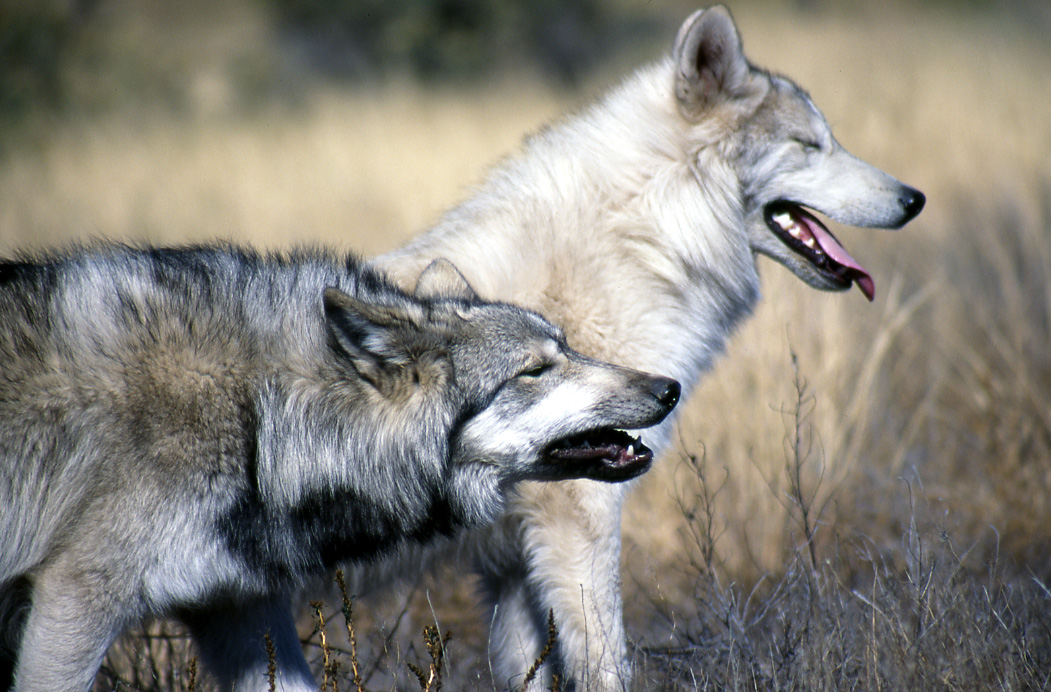
Dois lobos cinzentos. Os lobos cinzentos (Canis lupus) são os parentes mais próximos aos cães modernos, que devem ter sido domesticados a partir de alguma ou algumas populações ancestrais de lobos cinzentos em algum lugar da Eurásia, possivelmente em mais de um lugar.

A Síndrome de Domesticação foi primeiro definida para plantas como o conjunto de caracteres que distinguem cultivares de seus ancestrais selvagens: perda da dispersão de sementes, perda de mecanismos auxiliares para a dispersão de sementes, aumento do tamanho dos grãos, perda da sensibilidade para fatores ambientais para germinação e florescimento, perfilhamento e amadurecimento síncronos, habitat de crescimento compacto e química culinária melhorada.

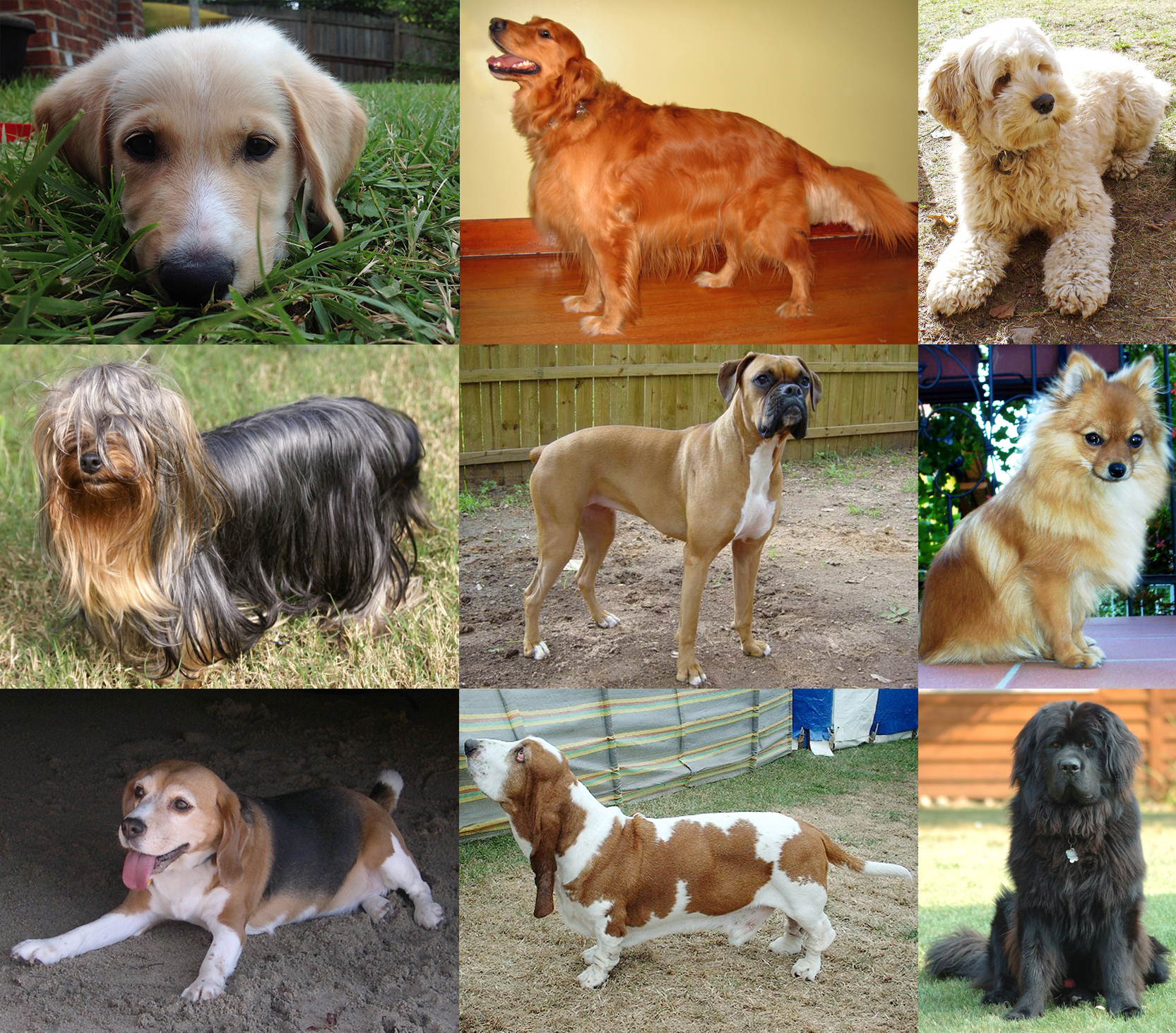
Nove cães (Canis familiaris) em uma montagem. Os cães compartilham um ancestral com os lobos cinzentos atuais e, como são o mais antigo ser vivo a passar pelo processo de domesticação, é nesses animais que podemos observar a maior presença de atributos associados a Síndrome de domesticação: como uma grande diminuição no tamanho geral (membros, crânio e focinho), mudança e diversificação no padrão de coloração da pelagem e mudanças na textura e comprimento do pelo. Como cães sofrem seleção artificial há alguns milênios, certas características podem variar conforme raças e certos atributos, como diminuição do tamanho geral, podem ser revertidas e um aumento no tamanho pode ser percebido (como observado nos Danes).

O processo de domesticação deixa também marcas em animais. Diminuição do tamanho do crânio, do comprimento do focinho, do tamanho dos membros e dos dentes, orelhas caídas, diminuição do volume total do cérebro, mudanças na coloração (com uma grande tendência ao aparecimento de manchas brancas e padrões de coloração malhada), manutenção de características físicas pedomórficas, maturidade sexual precoce e períodos de fertilidade mais longos e mais frequentes são algumas das características mais marcantes que o processo de domesticação deixa sobre os animais domesticados. Ao conjunto dessas características em animais também convencionou-se chamar de Síndrome de Domesticação.

### As Hipóteses para a Síndrome de Domesticação
A Síndrome de Domesticação e suas origens são uma questão intrigante ainda hoje e as tentativas de elucidar a forma por que se dá esse fenômeno são tão antigas quantos os trabalhos de Darwin, e as primeiras hipóteses para explicá-lo foram elaboradas pelo próprio pesquisador.
A primeira hipótese ou a hipótese das condições de vida de Darwin assumia que o conjunto de características observadas em animais domesticados se devia à passagem de um ambiente mais hostil para um mais ameno Essa hipótese assume que as características da Síndrome de Domesticação em animais estão relacionadas às pressões exercidas de forma diferencial em dois ambientes distintos. Contudo, essa hipótese não se baseava em observações, portanto, carecia de dados e, além do mais, se tal hipótese fosse aceita, aceitaríamos também que " animais domesticados ao serem reintroduzidos em seu ambiente selvagem perderiam os traços adquiridos com o passar do tempo", fato que sabemos não acontecer, uma vez que o processo de domesticação é um processo evolutivo, portanto, irreversível.
A segunda hipótese de Darwin centrava-se na ideia de hibridização, podendo ser denominada hipótese da hibridização. Ele propôs que as características observadas em animais domesticados eram atingidas através do processo de cruzamento entre espécies diferentes. "Essa explicação era baseada no fato da possível geração de nova variabilidade ao cruzarmos espécies distintas". Contudo, à semelhança da primeira, essa hipótese não se fiava em observações ou em dados recolhidos, portanto, carecia de sustentação. E, de fato, o processo de domesticação se dá não pelo cruzamento de diversas espécies, mas sim pela reprodução controlada de uma população de uma única espécie selvagem. Um experimento interessante que ajudou-nos a entender o processo de seleção e modificação durante o processo de domesticação foi o Experimento com as raposas cinzentas idealizado por Dmitry K. Belyaev, no qual o pesquisador fez um desenho experimental e demonstrou as características fenotípicas associadas a domesticações de um canídeo selvagem a partir da seleção de uma única característica comportamental: a docilidade.

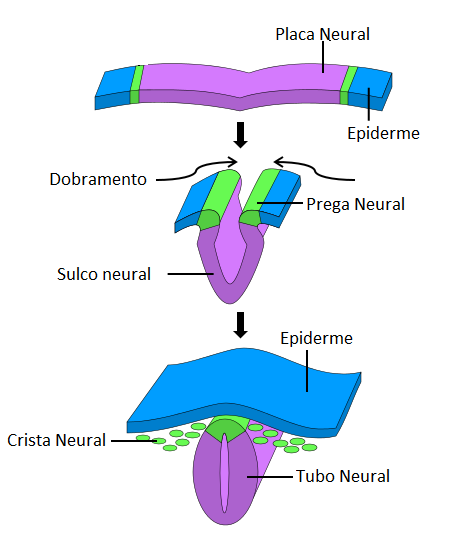
Esquema simplificado da origem das células da crista neural.

A hipótese de Belyaev se desenvolveu conforme o pesquisador observava o surgimento das características da Síndrome de Domesticação à medida em que as raposas eram selecionadas e cruzadas. Em consonância com a primeira hipótese de Darwin, Belyaev propôs que a seleção pela docilidade aliada ao afrouxamento de outras pressões seletivas contribuíam para o aparecimento das características morfológicas clássicas da Síndrome, uma vez que as alterações comportamentais estariam associadas às vias de resposta hormonal, como as vias que controlam as respostas de luta e fuga e, a longo prazo, afetariam a expressão gênica.
Embora muito se tenha inquirido sobre a origem dos atributos da Síndrome de Domesticação, poucas hipóteses se atentaram ou foram capazes de discutir os mecanismos pelos quais esses atributos surgiam e se expressavam. Como Darwin não concebeu ou sequer teve contato com qualquer tipo de mecanismo de transmissão de caracteres hereditários, suas hipóteses estavam limitadas pela sua época. Muito embora Mendel já tivesse desenvolvido e publicado seu trabalho com ervilhas em 1865, sua obra permaneceu pouco conhecida e sem grande impacto no meio científico até o começo do século XX. Belyaev foi o autor que propôs com maior consistência mecanismos e vias por que a Síndrome poderia surgir e se expressar. Contudo, na última década, uma nova hipótese foi proposta.

Na imagem, esquema corte transversal de um embrião: (1) Crista Neural, (2) Tubo Neural, (3) Somito dorsal e (4) notocorda. Migração das células da crista neural.

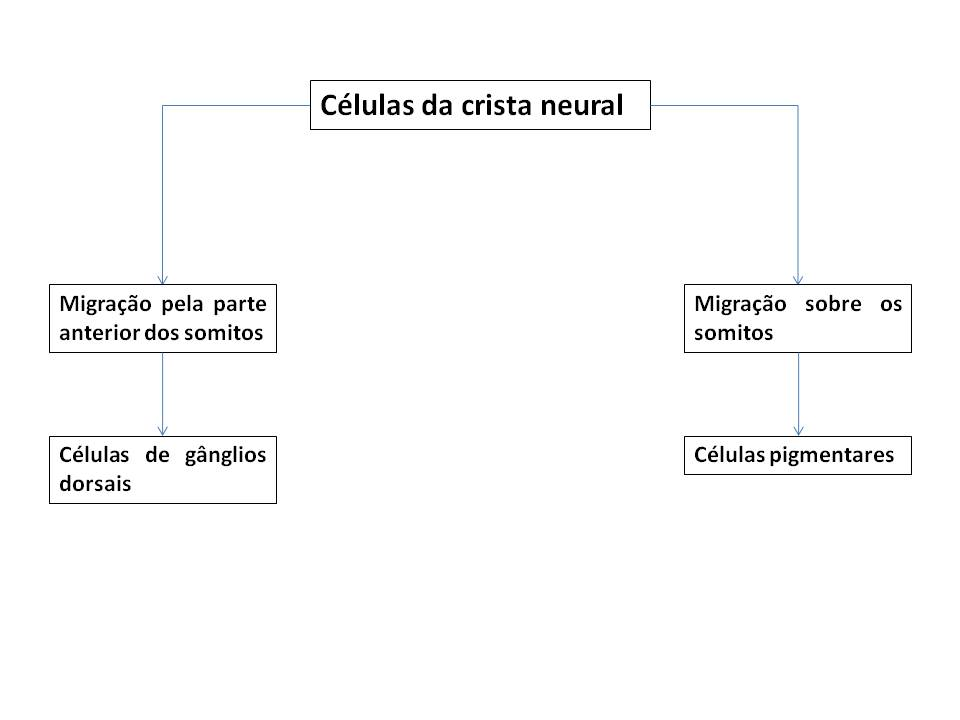
Esquema simplificado de migração de células da crista neural.

A hipótese das células da crista neuralfoi proposta por Adam S. Wilkins e seu colaboradores em 2014 e publicado no periódico Genetics. Os autores deste trabalho acreditam que as células da crista neural (CCN) proporcionam uma explicação direta e unificada para os atributos da Síndrome de Domesticação. Como Belyaev, os pesquisadores aqui assumiram que a pressão seletiva primária no processo de domesticação se dá sobre o comportamento, visando a docilidade. Assim, os autores traçaram as bases para docilidade na redução do tamanho e função das glândulas adrenais, principalmente atuantes nas respostas fisiológicas de medo e estresse. Hipofunção adrenal e níveis reduzidos de hormônio de estresse condizem com os dados existente para diversas espécies de animais domesticados. Contudo, se parassem aqui, os pesquisadores esbarrariam nas mesmas limitações que Belyaev e seu grupo encararam. Os pesquisadores apontam, porém, um elemento unificador para esse conjunto de atributos: as células da crista neural (CCN). As CCN são componentes da crista neural embrionária, um tipo de tecido multipotente  que pode desenvolver diferentes tipos celulares, tais quais: neurônios, células gliais, células ósseas, musculatura lisa, células da cartilagem e melanócitos. As CCN se destacam do tubo neural de ambos os lados da região de fusão das placas (ou pregas) neurais. Assim, como as CCN sabidamente afetam o desenvolvimento, direta ou indiretamente, de estruturas como a cartilagem, o tronco, os dentes, o crânio e componentes do sistema nervoso, Wilkins e seu colaboradores enunciaram que a Síndrome de Domesticação refletiria uma redução no desenvolvimento das CCN com relação a todas as características afetadas. Os autores postulam então que "a seleção inicial para docilidade leva à redução de tecidos derivados da crista neural de relevância comportamental através de múltiplas variantes genéticas preexistentes que afetam o número de células da crista neural nos sítio finais, e que essa hipofunção da crista neural produz, como um produto não selecionado, as variações morfológicas e de pigmentação, mandíbula, dentes, orelhas, etc., exibidas na Síndrome de Domesticação". Essas alterações funcionais das CCN poderiam se dar por três rotas: número reduzido de CCN formadas, capacidade migratória das células diminuída e consequente menor número de células nos sítios de destino ou proliferação diminuída dessas células nesses sítios. A migração celular é uma característica de maior importância na morfogênese de animais, com células se deslocando por longas distâncias entre os pontos de partida e chegada. Há duas rotas migratórias principais: uma vai dorsolateralmente sob a ectoderme e sobre os somitos, células que migram por esta rota dão origem principalmente a células pigmentares, que povoam a pele e seus anexos; a outra rota é mais ventral, primariamente, dando origem a células de gânglios sensoriais e simpáticos; algumas CCN se movem no interior do somito e formam gânglios simpáticos e a medula adrenal, mas parece evitar a região ao redor da notocorda. Contudo, apesar de robusta e possuir a virtude de apresentar uma unidade de alteração e associá-la corretamente a hereditariedade e ao desenvolvimento ontogenético dos animais, essa hipótese também carece de dados empíricos para sustentá-la. Sánchez-Villagra e colaboradores, em 2016, escreveram um trabalho com foco na hipótese das células da crista neural no qual concluíram que: os atributos da Síndrome de Domesticação não são universais entre mamíferos, assim, rejeitando uma simples e única explicação para padrões fenotípicos das formas domesticadas, contudo, algumas mudanças morfológicas associadas a Síndrome de Domesticação se assemelham a etiologia de neurocristopatias de humanos e outros mamíferos e podem, de fato, estar ligadas às CCN.

## História da domesticação
A domesticação não foi realizada simultaneamente em todo o mundo. Estima-se que em cerca de 9 000 anos a.C. se iniciou a Revolução neolítica, na qual o ser humano começou a sedentarizar-se, como um resultado da prática da domesticação e, em seguida, da agricultura. Isso aconteceu no Oriente Médio.
Quando os animais são domesticados, ocorrem mudanças morfológicas, fisiológicas, reprodutivas e comportamentais. Com os avanços das ferramentas e da engenharia genética se tornou possível investigar as mudanças que sofrem os animais em seu comportamento durante as fases de adaptação que lhes permite adaptar-se e sobreviver nas condições previstas pelo ser humano.

## Cronologia
A cronologia não está completamente esclarecida e os períodos apresentados são estimados. Os acontecimentos ao redor da erupção do vulcão Toba (Teoria da catástrofe de Toba) teriam diminuído a população humana a um número geneticamente equivalente a 3 000 - 10 000 indivíduos, há 70 a 75 mil anos. Numa população tão pequena a raça doméstica pura se perde, em parte quando se cruzam com as variedades selvagens.
Existem muitas variedades de plantas e animais selecionados nos últimos 150 anos, mas o interesse é em plantas de decoração e animais de estimação, um mercado pequeno. Não se sabe se as linhas genéticas serão preservadas numa crise econômica.

### Mamíferos

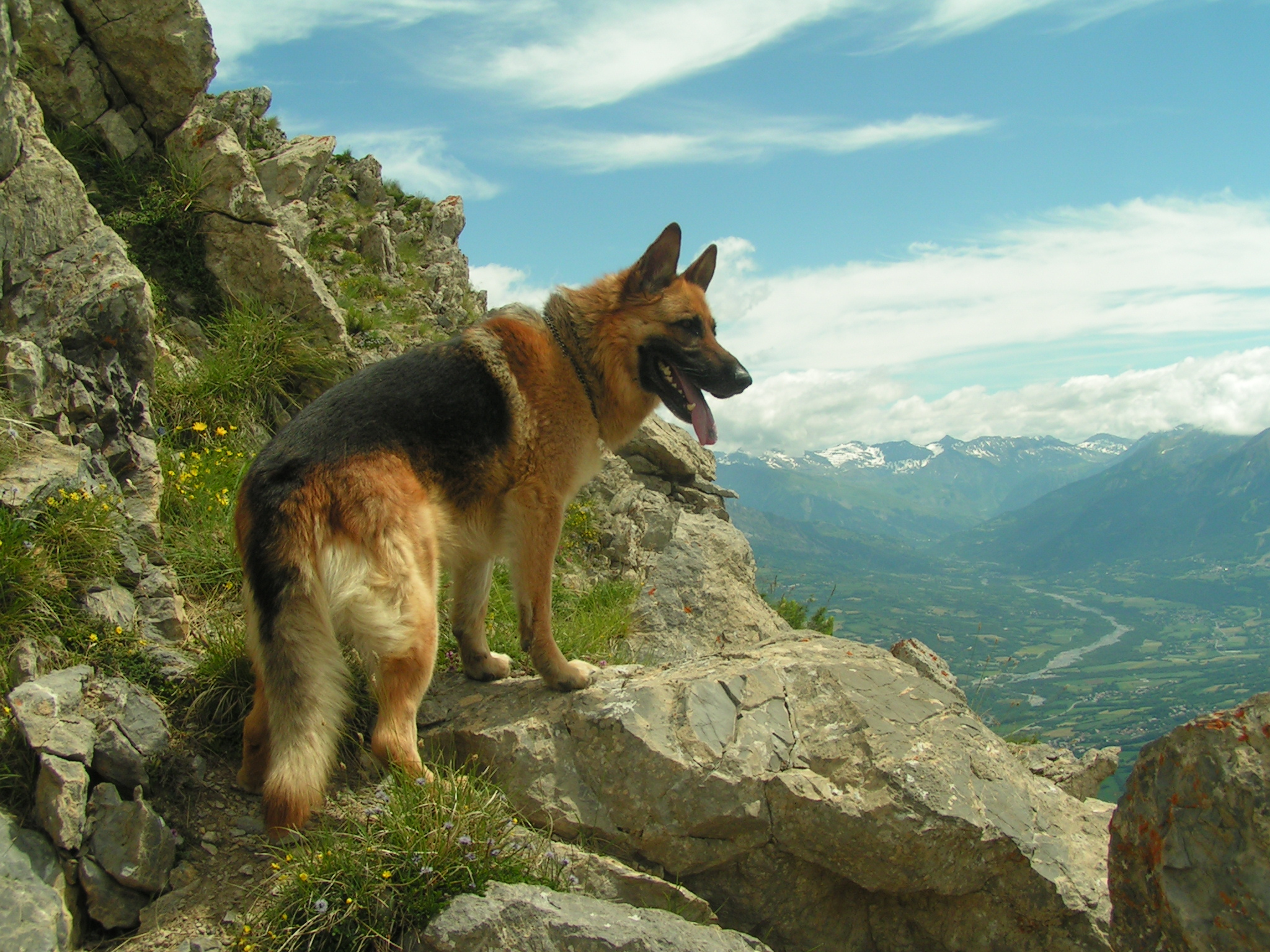
Cão.

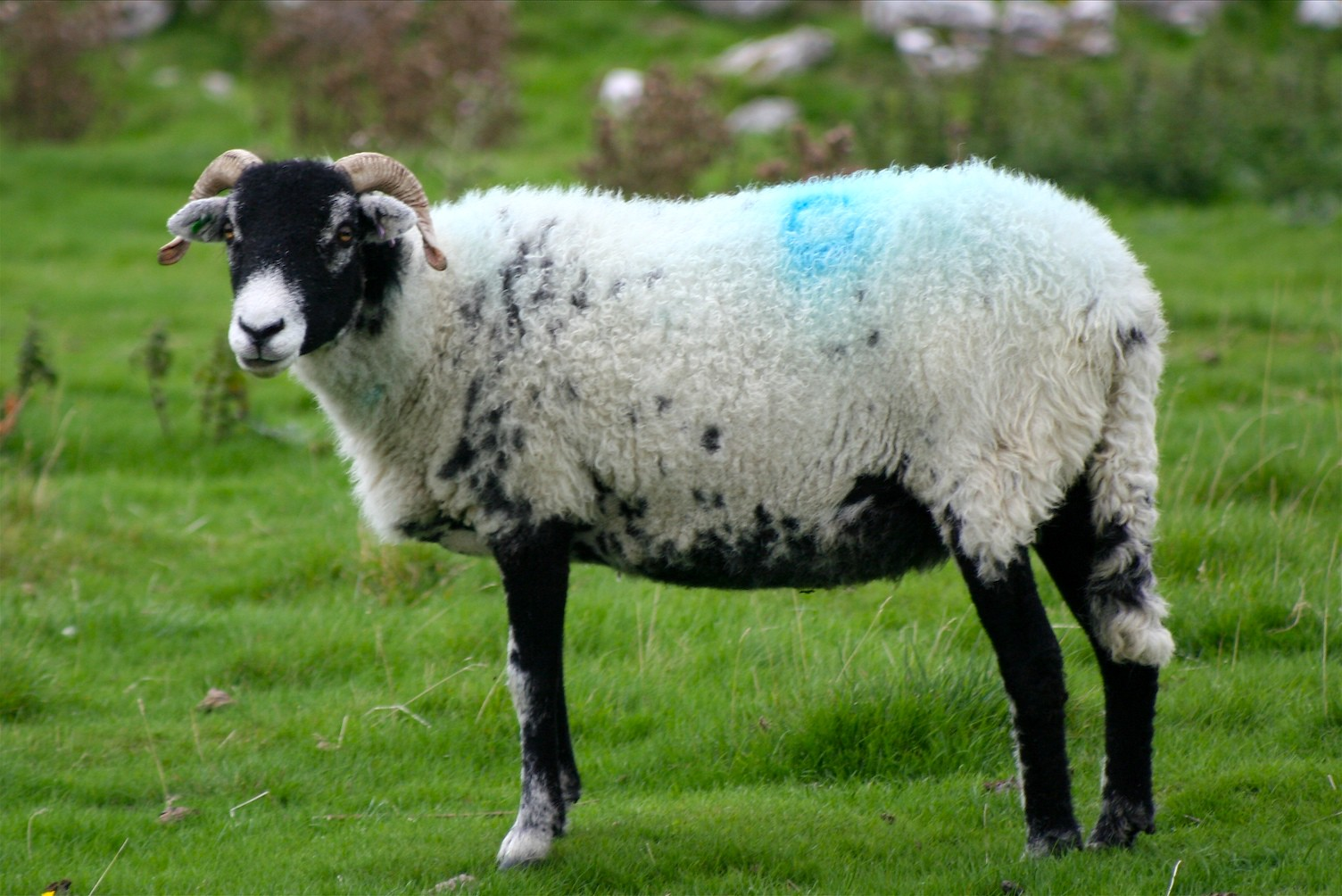
Ovelha.

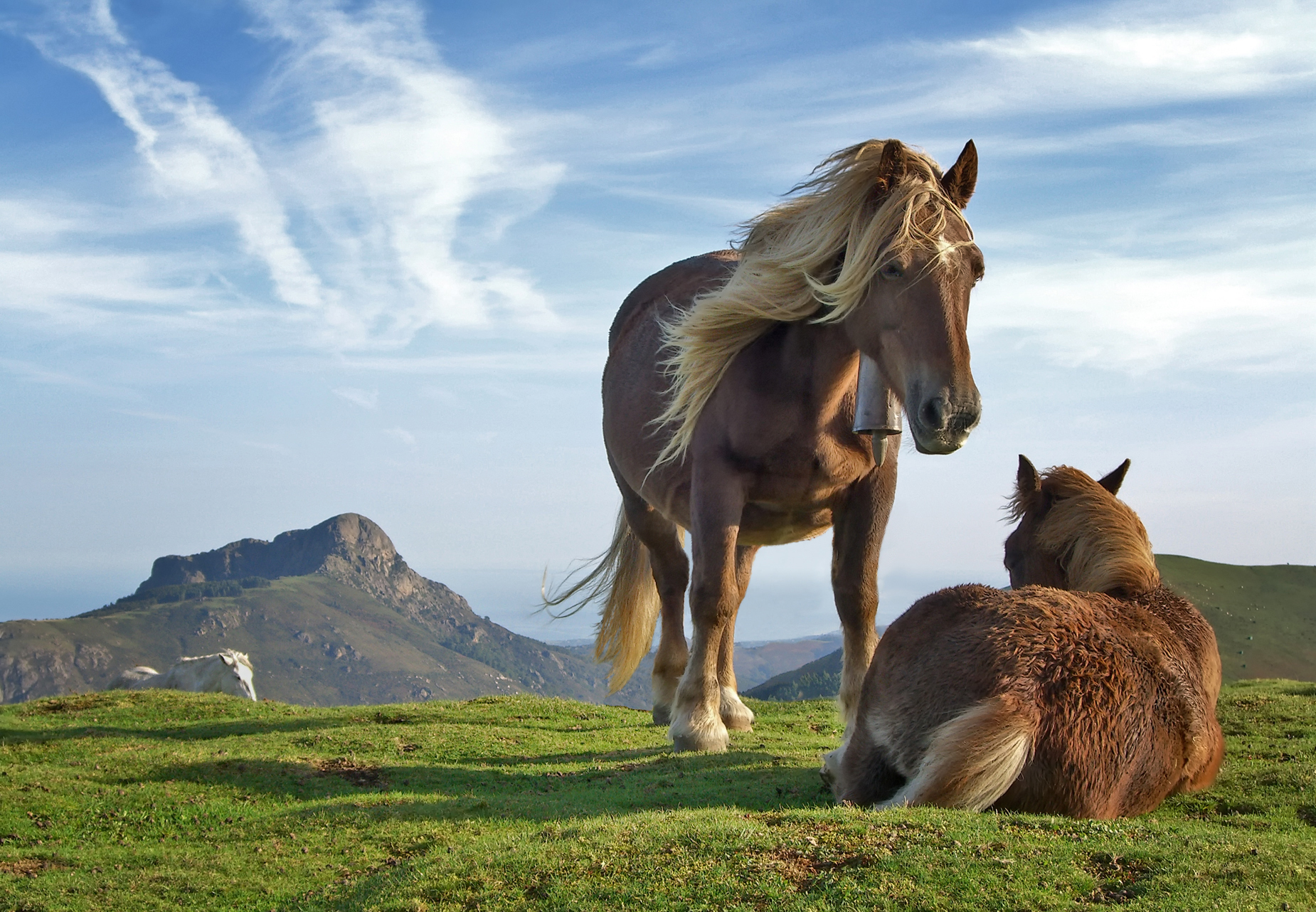
Cavalo.

- - Cão (Canis lupus familiaris, 14 000-18 000 anos por arqueologia, ou 135 000 anos por exames genéticos de fósseis encontrados na Europa), espécie original é o Lobo: Canis lupus pallipes, Canis lupus arabs, Canis lupus lupus. Mas o Lobo-etíope (Canis simensis) também cruza com o cão. O Dingo (Canis lupus dingo) com seus 4 000 anos na Austrália dá uma boa ideia da domesticação do cão.[31][32][33][34]
  - Gado (Bos taurus e Gado Zebu, Bos taurus indicus ou Bos primigenius indicus; há 10 500 anos na Ásia do Sudoeste), a espécie original é o auroque (Bos primigenius). Mas outras espécies foram domesticadas também: Bos javanicus f. domestica, Bos javanicus, Bos gaurus f. frontalis, Gauro (Bos gaurus) e Iaque (Bos mutus f. grunniens); as espécies de gado se cruzam.[35][36][37][38]
  - Ovelha (Ovis orientalis aries, há 10 000 anos na Ásia do Oeste).[35][39][40] Espécie original é o Urial.
  - Cabrito (Capra aegagrus hircus, há 10 000 anos na Ásia do Oeste).[35][41] Espécie original é a Cabra-selvagem.
  - Porco (Sus scrofa domestica, há 9 000 anos na Ásia do Sudoeste, China).[42] Espécie original é o Javali.
  - Dromedário (Camelus dromedarius, há 6 000 anos na Arábia do Sul). Não existem mais dromedários selvagens, só dromedários de carga a solta na Austrália.
  - Burro (Equus asinus asinus, há 6 000 anos na África do Noroeste). O burro tem 62 cromossomas.[43][44][45] Espécie original é o Onagro.
  - Cavalo (Equus ferus caballus, há 5 000 anos na Europa do Sudoeste). Depois da Idade do Gelo existiam algumas populações isoladas de cavalos selvagens que foram domesticadas, atualmente a única raça de cavalo selvagem é o cavalo-de-przewalski, sendo esta a raça mais antiga (não confundir com mustangs, que são cavalos domesticados que retornaram a vida selvagem). O cavalo tem 64 cromossomas, o cruzamento do cavalo com o burro dá indivíduos estéreis, a mula e o bardoto.[46]
  - Búfalo-asiático (Bubalus bubalis f. bubalis, há 4 000 anos na China)
  - Gato (Felis silvestris f. catus, há 3 500 anos no Egito ou há 9 000 anos na Mesopotâmia).[47][48][49][50] Espécie original é o Gato-bravo.
  - Porquinho-da-índia (Cavia porcellus, há entre 500 e 2 000 anos na América do Sul)[36][51]
  - Lhama, Lama glama e alpaca, Lama pacos ou Vicugna pacos (há 3 000 anos na América do Sul). lhamas, alpacas, vicunhas (Vicugna vicugna) e guanacos (Lama guanicoe) se cruzam. A alpaca é um cruzamento da lhama com a vicunha.[carece de fontes?]
  - Camelo-bactriano, camelo-asiático ou simplesmente camelo (Camelus bactrianus, há 3 000 anos na Ásia Central)
  - Coelho (Oryctolagus cuniculus, há 1500 anos na França)
  - Rena (Rangifer tarandus, há 1000 anos na Sibéria)[52]
  - Furão-doméstico (Mustela putorius furo, há 500 anos na Europa)
  - Mais recentemente, o hamster-sírio (Mesocricetus auratus) e o camundongo (Mus musculus).
  - Há pouco tempo, a raposa-vermelha-doméstica (Vulpes vulpes) domesticada há menos de 100 anos.[carece de fontes?]
  - Elefantes de carga e de guerra, africanos (Loxodonta africana) e asiáticos (Elephas maximus). Hoje em dia os elefantes se reproduzem na selva, os elefantes machos adultos no período reprodutivo são muito perigosos, tão perigosos que eram utilizados como elefantes de guerra por exércitos de várias civilizações em séculos passados.
- Extintos
  - Bos aegyptiacus no Egito antigo. Ele sumiu com o surgimento do gado zebu no Império Novo do Egito (o Império Novo começa por volta de 1 550 a.C. e termina em 1 070 a.C.). A raça Crioula Lageana no Sul do Brasil pode ter esta origem.[53]

### Aves

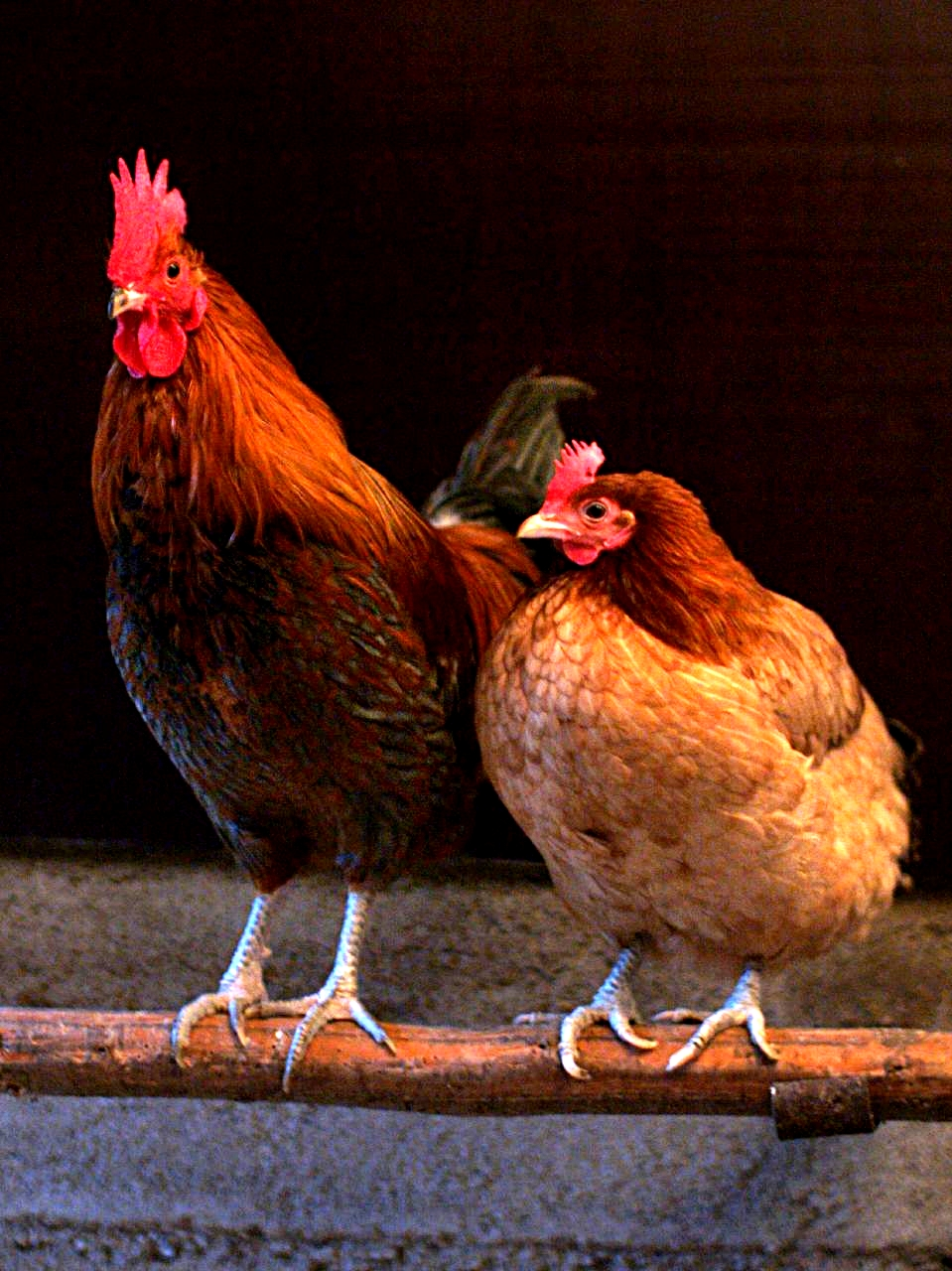
Galo e galinha.

- Superordem Galloanserae: Galliformes e Anseriformes:
  - Ganso (Anserinae, Anser anser, há 4 500 anos no Egito). O Ganso doméstico é um cruzamento do Ganso-bravo (Anser anser) e do Ganso-africano (Anser cygnoides).[54]
  - Galinha (Gallus gallus domesticus, há 3 500 anos na Ásia do Sudoeste).[55] Espécie original é o Galo-banquiva.
  - Marreco ou Pato-marreco (Anas platyrhynchos, há 3 000 anos na China ou Sudeste da Ásia).
  - Marreco Mandarim (Aix galericulata, na China numa época desconhecida).
  - Pavão-indiano (Pavo cristatus), há 2 500 anos na Índia.
  - Cisne-branco (Cygnus olor), entre há 1 000 e há 500 anos na Europa.
  - Peru, (Meleagris gallopavo ou Meleagris ocellata , há 500 anos no México)
  - Pato-mudo ou Pato (Anatidae, Cairina moschata, na América do Sul numa época desconhecida)
  - Galinha-d'angola, galinha-do-mato ou pintada (Numida meleagris, na África numa época desconhecida)
- Outras Aves
  - Pombo-comum ou pombo-das-rochas (Columba livia, há 3 000 anos no Egito ou Mediterrâneo)
  - Rola doméstica (Streptopelia risoria), há 2 500 anos no Norte da África. Cruza tanto com a Rola-turca (Streptopelia decaocto), como com a Rola-rosada (Streptopelia roseogrisea).
  - Canário (Fringillidae, Serinus canaria), há 400 anos na Europa.

Outras aves também experimentaram a domesticação, como os falcões, as águias, os papagaios e sua grande variedade, avestruzes e outros mais.

### Outros animais

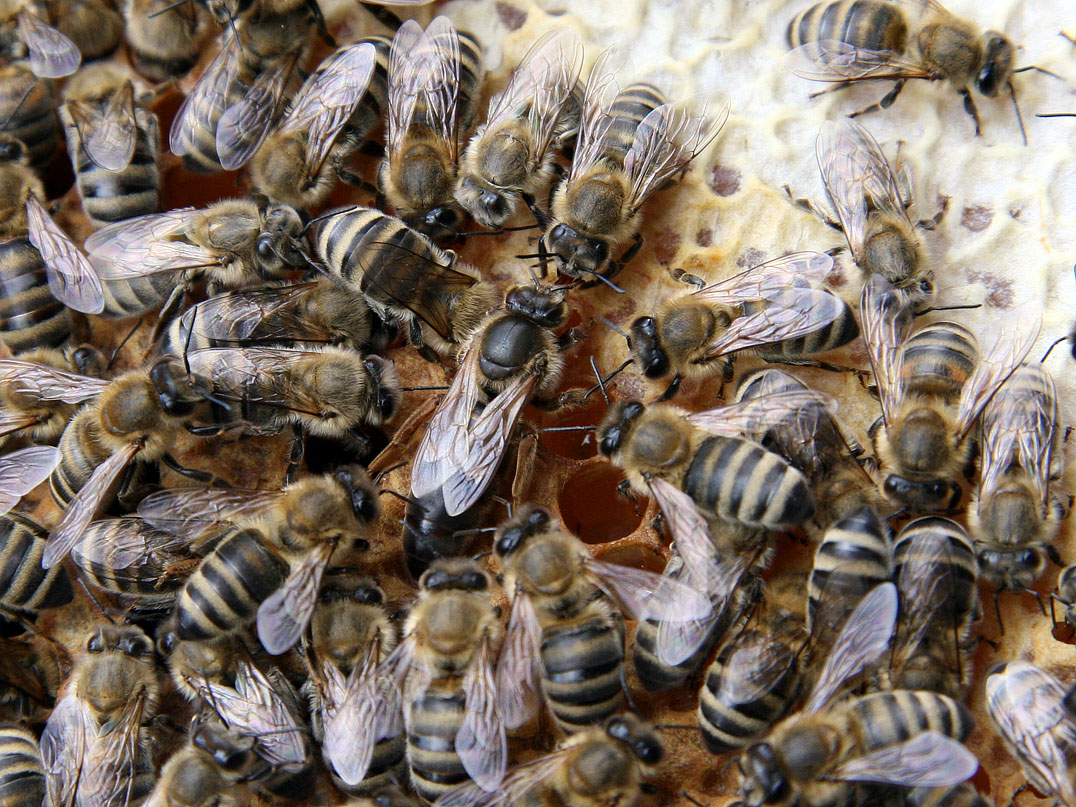
Abelhas.

- - Abelha (Apis mellifera); há 6 000 anos em muitos lugares.
  - Bicho-da-seda (Bombycidae, Bombyx mori, há 3 000 ano na China)
  - Cyprinidae; cujo nome provém do nome em grego do peixinho-dourado, é uma família de peixes teleósteos que inclui as carpas; na China ou Ásia oriental numa época desconhecida. O peixinho-dourado (Carassius auratus) é uma variedade domesticada mais recentemente; o Koi é uma variedade domesticada da Carpa-comum (Cyprinus carpio); as duas variedades se cruzam mas a prole resultante é estéril.

O Gamo (Dama dama), a "codorna" (Brasil) ou "codorniz" (Portugal, Phasianidae, Coturnix coturnix) e o avestruz (Struthio camelus) não são reconhecidos como animais domesticados, mas são mantidos em cativeiro por motivos comerciais. Mas a codorna-japonesa parece ser uma variedade domesticada (Coturnix coturnix japonica).

## Plantas

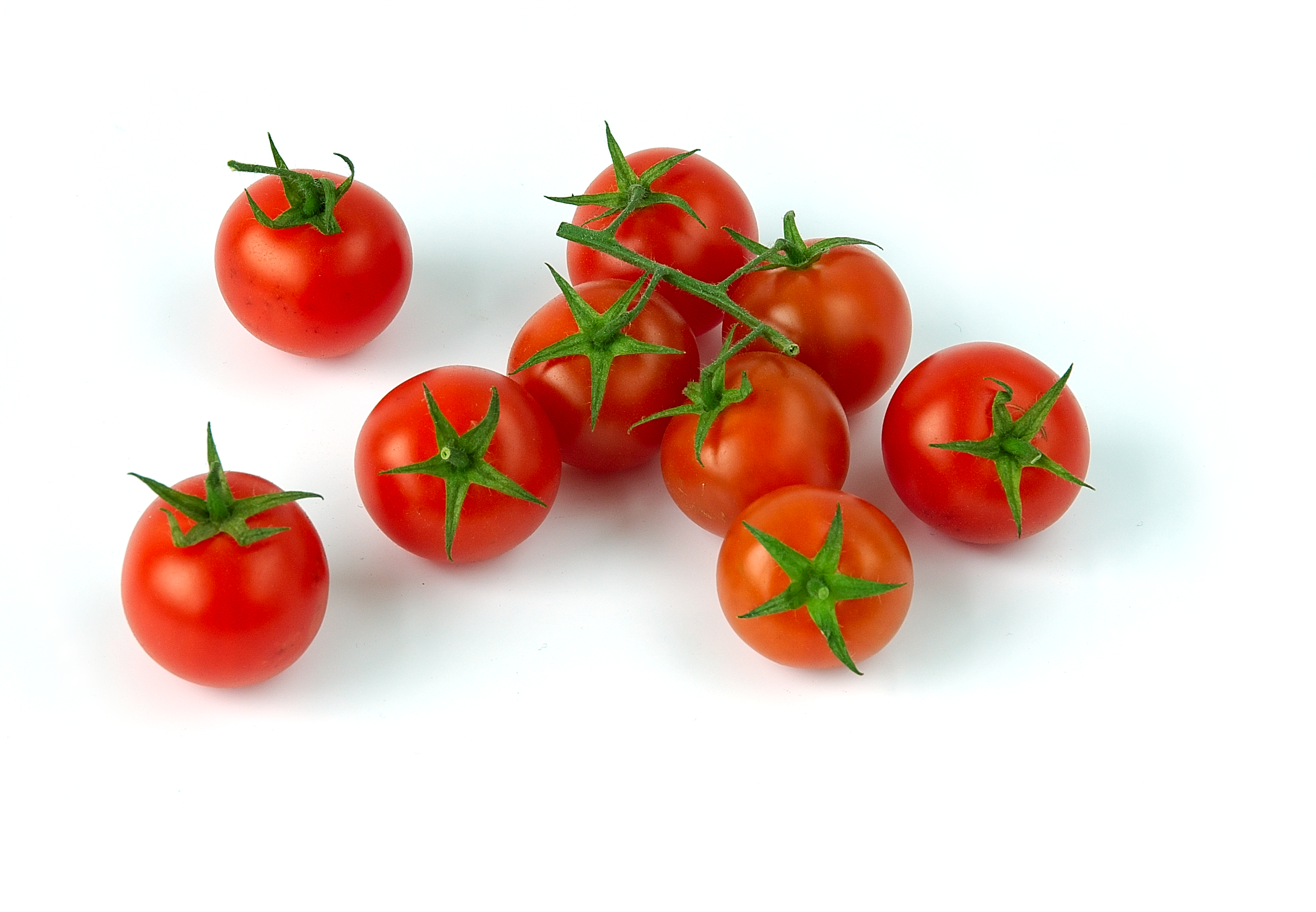
Atribui-se a origem do cultivo e seleção genética do tomate como alimento à civilização inca.

A domesticação dos animais inicialmente afetou principalmente os genes que controlavam seu comportamento. Já a domesticação das plantas em princípio impactou nos genes que controlavam sua morfologia (tamanho da semente, arquitetura da planta, mecanismos de dispersão) e sua fisiologia (tempo de germinação ou amadurecimento). Populações humanas selecionaram variedades vegetais que apresentavam qualidades ideais de cozimento, palatabilidade e habilidade de crescer em novos ambientes. Essas características variam dependendo da forma como organismos são utilizados, seja pela colheita dos frutos, folhas, caule, ou até mesmo sementes. Nesse contexto, foi possível observar a coevolução proveniente da interação de humanos com determinadas espécies vegetais, caracterizando o cultivo de organismos cada vez mais singulares tendo em vista determinados propósitos, associado, portanto, a mudanças comportamentais humanas. Inúmeras adaptações contempladas em cultivos de cereais, por exemplo, são observadas na perspectiva da sua relação com a produção humana, garantindo germinação e colheita mais eficientes.
A domesticação do trigo pode ser tomada como exemplo. O trigo selvagem quebra-se e cai no chão para ressuscitar quando maduro, mas o trigo domesticado permanece no caule para facilitar a colheita. Essa mudança foi possível por causa de uma mutação aleatória nas populações selvagens no início do cultivo do trigo. O trigo com esta mutação foi colhido com mais frequência e se tornou a semente para a próxima safra. Portanto, sem perceber, os primeiros agricultores ajudaram na seleção artificial voltada para esta mutação. O resultado é o trigo domesticado, que depende dos agricultores para sua reprodução e disseminação. O processo de domesticação de plantas por humanos pode ser entendido como um fenômeno de mutualismo, uma vez que ao mesmo tempo houve aumento do fitness dos vegetais domesticados, que foram dispersos e passaram a dominar a paisagem, e também do fitness humano, refletido no aumento populacional dos grupos que cultivavam tais plantas.
As primeiras tentativas humanas de domesticação vegetal ocorreram no Oriente Médio. Há evidências precoces para o cultivo consciente e a seleção de traços de plantas por grupos pré-neolíticos: os grãos de centeio com traços domésticos foram recuperados dos contextos Epipaleolítico (c. 11 050 a.C.) em Tell Abu Hureyra na Síria, mas isso parece ser um fenômeno localizado resultante do cultivo de escombros de centeio selvagem, em vez de um passo definitivo em direção à domesticação.
Alguns exemplos de espécies vegetais domesticadas são:
- - Milho (Zea mays)  - América Central[62]
  - Arroz (Oryza)- Ásia (Japão), 7 000 a.C.
  - Trigo (Triticum spp.) - Ásia (Oriente Médio), 8 000 a.C.
  - Tomate (Solanum lycopersicum) - América do Sul
  - Mandioca (Manihot esculenta) - América do Sul, 6 000 a.C.
  - Abacaxi (Ananas comosus) - América do Sul
  - Cacau (Theobroma cacao) - América Central/México
  - Mamão (Carica papaya) - América Central/México e Guatemala
  - Pimenta malagueta (Capsicum frutescens) - América do Sul
  - Algodão (Gossypium barbadense) - América do Sul
  - Amendoim (Arachis hypogaea) - América do Sul

### Domesticação vegetal no Brasil
Especificamente no Brasil, a domesticação teve início com os povos indígenas, que levaram a dispersão de vários vegetais. Em diversos locais, a coexistência de grupos indígenas ocorreu graças a domesticação de vegetais, possibilitando uma maior independência desses povos. Essas domesticações, que inicialmente foram feitas sob plantas nativas, foram responsáveis por diversas modificações da nossa flora. Tais alterações foram acentuadas a partir da aclimatação e domesticação de espécies não nativas, levando a uma maior modificação dos biomas aqui existentes.
A mandioca é a cultura alimentar mais importante que se originou na Amazônia e se disseminou entre as etnias indígenas ao longo dos rios amazônicos. Atualmente é a sexta maior safra alimentar produzida globalmente, sendo o principal recurso de carboidratos para cerca de 800 milhões de pessoas. Acredita-se que a domesticação da mandioca tenha sido iniciada provavelmente há 10 000 anos, entretanto os achados arqueológicos mais antigos são no noroeste da América do Sul com datações estimadas de 8 500 anos. Não existem registros mais antigos do seu epicentro, possivelmente por ser uma região muito úmida o que facilita a decomposição orgânica.
Baseado em características fenotípicas, Allem (1994) propôs que a mandioca consiste em três subespécies: Manihot esculenta ssp. esculenta (forma cultivada), M. esculenta ssp. flabellifolia (a forma selvagem mais próxima) e M. esculenta ssp. peruviana (provavelmente não está envolvida na domesticação da forma cultivada). Junto com M. pruinosa, estes formam o pool genético primário da mandioca. Análises genéticas sugerem que a mandioca foi domesticada apenas uma vez a partir de populações da subespécie flabellifolia que, ocorre no alto do Rio Madeira, nos estados de Mato Grosso e Rondônia, e áreas adjacentes no Alto Rio Purus e Alto Rio Juruá, no estado do Acre, Brasil, e em áreas adjacentes da Bolívia.
Pressões seletivas divergentes deram origem a centenas de variedades atualmente cultivadas, que podem ser divididas em dois principais grupos: mandioca "doce" e mandioca “brava”. Variedades doces têm baixas quantidades de glicosídeos cianogênicos e podem ser consumidas com segurança com processamento simples (cozimento ou às vezes até cru). Por outro lado, as mandiocas bravas têm grandes quantidades de glicosídeos cianogênicos e exigem desintoxicação considerável antes do consumo (fermentação ou cozimento por vários dias). Caso contrário liberam moléculas de cianeto de hidrogênio, que é altamente tóxica aos humanos, por se ligar ao ferro da hemoglobina deixando-a inviabilizada de transportar oxigênio, podendo levar à morte por asfixia em caso de alto consumo. Os indícios sugerem que essas duas variedades se originaram de um ancestral comum com toxicidade intermediária e foram selecionadas. Pode parecer estranho selecionar uma variedade tóxica para nossa espécie, mas isso provavelmente ocorreu por ser mais resistente a pragas e possuir uma maior variedade de pratos que podem ser feitos com a mandioca brava. No Pará, por exemplo, é muito comum o consumo da Maniçoba, um prato típico que exige cerca de 7 dias de preparo. Folhas da mandioca brava são cozidas por dias e servidas com carne de porco, arroz e feijão.

### Processos de domesticação vegetal
O processo de domesticação pode ser classificado de três formas: incidental, especializado e agrícola. A domesticação incidental ocorre devido ao consumo humano em sociedades não-agrícolas de determinadas plantas em detrimento de outras de maneira inconsciente. Os humanos consomem e dispersam aqueles indivíduos com as características mais atrativas. Esse comportamento humano caracteriza uma pressão seletiva sobre determinados caracteres morfológicos das plantas. Dessa forma, características singulares são selecionadas sem práticas de técnicas agrícolas. A domesticação especializada é fruto do estabelecimento de diferentes interações do ambiente e pessoas, em que, indiretamente, as plantas domesticadas são beneficiadas. Nesse cenário, o ser humano assume uma postura mais ativa no que remete à manutenção do cultivo, sendo sua responsabilidade a dispersão de sementes, delimitação de área e quais espécies e formas seriam cultivadas. Já a domesticação agrícola resulta diretamente do comportamento humano e da sua manipulação ambiental, como uso do fogo, irrigação e sistemas de lavoura. É fruto do refinamento dos sistemas de produção por meio da seleção de características da planta, conferindo o início do sistema agrícola de fato.

## Literatura
- Helmut Hemmer: Neumühle-Riswicker Hirsche – Erste planmäßige Zucht einer neuen Nutztierform. Naturwissenschaftliche Rundschau 58(5), S. 255–261 (2005), ISSN 0028-1050
- Trut et al., 1999: Early Canid Domestication: The Farm-Fox Experiment. (In: American Scientist, Nr 87, 1999)[2] – ein sehr aufschlussreiches Experiment zur Merkmalsveränderung durch Domestizierung.
- Hermann von Nathusius: Vorstudien zur Geschichte und Zucht der Hausthiere. Zunächst am Schweineschädel, Berlin 1864 (Auszugsweiser Nachdruck in der Zeitschrift „Elemente der Naturwissenschaft“ Nr. 85, 2006).